# 金沙绢毛菊
金沙绢毛菊（学名：Soroseris gillii）为菊科绢毛苣属的植物，为中国的特有植物。分布在中国大陆的四川、青海等地，生长于海拔3,300米至4,450米的地区，一般生于高山流石滩和草甸，目前尚未由人工引种栽培。

## 异名
- Soroseris gillii (S. Moore) Stebb.
- Soroseris trichocarpa (Franch.) Shih